# Награда воинской части (подразделению) за доблесть
Награда воинской части (подразделению) за доблесть (англ. Valorous Unit Award) — вторая по значимости военная награда для воинских формирований Вооруженных силах США, которая присуждается за выдающийся героизм проявленный в бою с вооружённым врагом.
Военнослужащие США кроме своих личных наград носят на униформе награды, которых было удостоено их подразделение. Эти награды носятся отдельно от личных наград на правой стороне груди с рисунком в виде лавровых листьев. Повторные награждения также отмечаются кластерами (дубовая веточка, листок, звездочка, буква, цифра, бриллиант), размещаемыми на ленточке